# Marco Patricelli
Marco Patricelli (ur. 1963 w Pescarze) – włoski historyk, specjalista w zakresie historii Europy XX wieku w tym II wojny światowej; kompozytor, wykładowca na Uniwersytecie im. Gabriele D’Annunzio Chieti-Pescara.

## Życiorys
Ukończył prawo oraz uzyskał dyplom wyższej szkoły muzycznej w zakresie fortepianu oraz kompozytorstwa. Komponuje muzykę symfoniczną, fortepianową oraz kameralną.
Marco Patricelli współpracuje z włoskimi, francuskimi i anglojęzycznymi redakcjami gazet, pism i stacji telewizyjnych, w tym m.in. włoską telewizją Rai3 (program La Grande Storia) oraz Rai1 (program TG1 Storia), gazetą „La Verita’” oraz agencją prasową ANSA Nuova Europa. Jego esej na temat wybuchu II wojny światowej został przetłumaczony na kilka innych języków i opublikowany m.in. na łamach Washington Post, Chicago Tribune, Le Figaro, L’Opinion i Sunday Express.
Udziela wykładów, prowadzi seminaria i konferencje, m.in. we współpracy z instytucjami polskimi (uczelniami, muzeami oraz Instytutem Pamięci Narodowej) oraz włoskimi, w tym przede wszystkim Instytutami Kultury (m.in. w Wiedniu, Budapeszcie, Pradze, Warszawie, Krakowie, Wilnie), a także Parlamentem Europejskim.

## Zainteresowania naukowe
Marco Patricelli poświęca się badaniom nad mniej znanymi wątkami II wojny światowej. We Włoszech znany przede wszystkim z publikacji nt. uwolnienia Mussoliniego z aresztu na płaskowyżu Campo Imperatore, nt. Bitwy o Ortonę, nt. Brygady Majella, działającej początkowo na terenie Abruzji formacji składającej się z włoskich partyzantów, której ochotnicy zostali włączeni do II Korpusu Polskiego pod dowództwem gen. Władysława Andersa oraz nt. kulisów opuszczenia Włoch przez króla Wiktora Emanuela III. Jego publikacje były tłumaczone na inne języki, m.in. na język polski, francuski, angielski i czeski.
W Polsce Marco Patricelli stał się rozpoznawalny przede wszystkim po przetłumaczonej na język polski, pełnej monografii pt. „Ochotnik” (Kraków, Wydawnictwo Literackie, 2011 oraz 2018) poświęconej rotmistrzowi Witoldowi Pileckiemu oraz jego wkładowi w informowanie aliantów nt. Holokaustu. Była to pierwsza na świecie (z uwzględnieniem Polski) pełna monografia nt. rotmistrza Pileckiego. W 2013 r. zostało wydane tłumaczenie na język polski książki „Umierać za Gdańsk” (Warszawa, Księgarnia Bellona, 2013).

## Odznaczenia i nagrody
- 2010: Odznaka Honorowa „Bene Merito”[26] za zasługi w zakresie szerzenia znajomości historii Polski we Włoszech. Nadana uchwałą Rady Ministrów przez Ministra Spraw Zagranicznych.
- 2017: Order Zasługi Rzeczypospolitej Polskiej[27] za uznanie wiedzy nt. historii Europy XX wieku i drugiej wojny światowej, popularyzację współczesnej historii Polski we Włoszech. Nadany przez Prezydenta Rzeczypospolitej Polskiej.
- 2018: Order Zasługi Republiki Włoskiej[18][28] nadany przez Prezydenta Republiki Włoskiej.

Ponadto został wyróżniony m.in. w 2010 r. włoską nagrodą Premio Acqui Storia w kategorii promocja historii za książkę „Il volontario” poświęconą rotmistrzowi Pileckiemu. W październiku 2021 r. otrzymał nagrodę IPN "Świadek Historii” przyznawaną instytucjom, organizacjom i osobom fizycznym, które w sposób szczególny pielęgnują pamięć o polskiej historii i narodowym dziedzictwie.

## Publikacje i utwory muzyczne

### Publikacje książkowe
- Liberate il Duce! Gran Sasso 1943, la vera storia dell’Operazione Quercia[33], Mondadori, Mediolan 2001, ISBN 978-88-04-48860-6 (Uwolnijcie Duce! Gran Sasso, 1943: prawdziwa historia Operacji „Eiche”, Arte, Biała Podlaska 2017, ISBN 978-83-60673-17-1); (Osvoboďte duceho![34], Grada, Praga 2018, ISBN 978-88-420-8435-8).
- La Stalingrado d’Italia. Ortona 1943: una battaglia dimenticata[35], UTET Università, Turyn 2002, ISBN 978-88-7750-790-7.
- Le lance di cartone. Come la Polonia portò l’Europa alla guerra, UTET Università, Turyn 2004, ISBN 978-88-7750-860-7.
- I banditi della libertà. La straordinaria storia della Brigata Maiella, partigiani senza partito e soldati senza stellette, UTET Università, Turyn 2005, ISBN 978-88-7750-975-8.
- L’Italia sotto le bombe. Guerra aerea e vita civile 1940-1945, Laterza, Rzym-Bari 2007, ISBN 978-88-420-8435-8.
- Settembre 1943. I giorni della vergogna, Laterza, Rzym-Bari 2009, ISBN 978-88-420-8827-1.
- Il volontario, Laterza, Rzym-Bari 2010, ISBN 978-88-420-9188-2. (Le volontaire – Witold Pilecki, l’homme qui organisa la résistence dans le camp d'Auschwitz, JC Lattès, Paryż 2011, ISBN 978-2-7096-3663-6); (Ochotnik – O rotmistrzu Witoldzie Pileckim, Wydawnictwo Literackie, Kraków 2011, ISBN 978-83-08-04731-6 oraz Ochotnik – O rotmistrzu Pileckim, Wydawnictwo Literackie, Kraków 2018 ISBN 978-83-08-06558-7).
- Morire per Danzica, Hobby & Work, Mediolan 2011, ISBN 978-88-7851-972-5 (Umierać za Gdańsk, Ksiegarnia Bellona, Warszawa 2013, ISBN 978-83-1112-712-8).
- Patrioti. Storia della Brigata Maiella alleata degli Alleati, Ianieri, Pescara 2014, ISBN 978-88-97417-56-9.
- Il nemico in casa. Storia dell’Italia occupata 1943-1945, Laterza, Rzym-Bari 2014, ISBN 978-88-581-1014-0.
- L’Italia delle sconfitte. Da Custoza alla ritirata di Russia, Laterza, Rzym-Bari 2016 (ried. XXVI volume della Storia militare d’Italia, Il Giornale, Mediolan 2019, ISBN 978-88-581-2621-9).
- Il volontario – Storia della Shoah – XV volume, Mediolan, Laterza e Corriere della Sera, 2019.
- Diego Audero Bottero – Marco Patricelli – Norman Davies, Wojciech Narębski. Per la Nostra e la Vostra libertà. Dalla Siberia a Monte Cassino, Austeria, Kraków 2020, ISBN 978-8378663942.
- Il partigiano americano. Una storia antieroica della Resistenza, Ianieri, Pescara 2020, ISBN 979-1280022288.

### Inne publikacje
- Poland in the Political and Military Strategy of Italy, October 1938-October 1939, in AA.VV., Polish Campaign 1939. Politics – Society – Culture, vol. I: Strategy, Museum Historii Polski – Wydawnictwo Neriton, Warszawa 2013, ISBN 978-83-7543-282-4.
- Wstęp do: Władysław Anders, Memorie 1939-1946 – La storia del II Corpo polacco, Bacchilega, Imola 2014, ISBN 978-88-7750-790-7.
- AA.VV., Ricordare il 2º Corpo d’Armata polacco in Italia (1943-1946) – Inter arma non silent Musae, Fondazione Romana Marchesa J.S. Umiastowska, Rzym 2014.
- Wstęp do: Don Carlo Gnocchi, Chrystus wśród strzelców alpejskich, Arte, Biała Podlaska 2015, ISBN 978-88-420-8435-8.
- Wstęp do: Diego Audero Bottero (a cura di), 600.000 volte no – Storia degli Imi nel Governatorato generale / 600.000 razy nie – historia internowanych żołnierzy włoskich w Polsce, Wydawnictwo Penelopa, Warszawa 2017, ISBN 978-88-420-8435-8.
- Timeless Udební Inspirace / Musical Inspiration, (eseje nt. Igora Strawińskiego, Fryderyka Chopina i Piotra Czajkowskiego) Národní Divadlo, Praga 2017, ISBN 978-88-420-8435-8.
- Włoscy żołnierze w austro-węgierskich i niemieckich obozach jenieckich podczas I wojny światowej (The Italian Soldiers in Austro-Hungarian and German Pow Camps during World War I), in AA.VV, Łambinowicki Rocznik Muzealny, Jeńcy wojenni w latach II wojny światowej, Opole 2017, ISSN 0137-5199.
- Vincenzo Maria Palmieri, il testimone italiano di Katyń, w AA.VV. (red. Jerzy Miziołek), Italia e Polonia 1919-2019 / Włochy i Polska (1919-2019). Sto lat wspólnej fascynującej podróży, Wydawnictwa Uniwersytetu Warszawskiego 2019, ISBN 978-83-235-4132-5.
- Sprzymierzeńcy Generała Andersa: Brygada Maiella, w AA.VV. (red. Tadeusz Wolsza – Wiesław Jan Wysocki – Tomasz Siewierski), 2. Korpus w bitwie o Monte Cassino – stan badań w 75-lecie bitwy, Muzeum Łazienki Królewskie – Politechnika Koszalińska (Monografie nr 365), Warszawa 2019, ISBN 978-83-64178-78-8, ISSN 02397129.
- Wstęp do: Saverio Malatesta, La tigre sulla Linea Gustav – Le battaglie dell'8ª Divisione indiana dal fiume Sangro a Ortona, 'Abruzzo Menabò, Ortona 2020, ISBN 978-88-31922-42-5.

### Utwory muzyczne
- Pilecki's suite, partytura poświęcona wybranym epizodom z życia Witolda Pileckiego[36].